# The Quietus
The Quietus é uma revista online britânica de música e cultura pop fundada por John Doran e Luke Turner. O site é uma publicação editorialmente independente liderada por Doran com um grupo de jornalistas e críticos freelancers.

## Conteúdo
The Quietus apresenta principalmente textos sobre música e filmes, além de entrevistas com uma grande variedade de artistas e músicos notáveis. A revista também inclui ocasionalmente artigos sobre literatura, histórias em quadrinhos, arquitetura e séries de TV. O site é editado por John Doran, que afirma que ele atende "ao fã de música inteligente entre 21 e, bem, 73 anos". A sua lista de funcionários inclui antigos escritores de publicações como Melody Maker, Select, NME e Q, incluindo o jornalista David Stubbs, o actual DJ da BBC Radio 6 Steve Lamacq, o professor Simon Frith e Simon Price, entre outros.
Entre suas colunas mais conhecidas está a "Baker's Dozen", na qual os artistas selecionam 13 álbuns favoritos pessoais. O conteúdo das entrevistas do site foi utilizado por outros meios de comunicação nacionais e internacionais. As notícias do site foram citadas por publicações da Rússia ao Brasil e à Indonésia. The Quietus também organiza shows musicais independentes em conjunto com locais de entretenimento.

## Elogios
Em 2008, The Quietus ganhou o prêmio Student Publication Choice no Record of the Day Awards. Em 2009, o site ganhou o prêmio de Melhor Publicação Digital na mesma cerimônia de premiação, onde Doran ganhou o prêmio de Escritor de Crítica ao Vivo do Ano. No mesmo ano, foi escolhido como um dos 25 melhores sites de música pelo The Independent.